# 草野永幸
草野 永幸（くさの ながゆき）は、南北朝時代の武将。草野氏は藤原北家と称した肥前高木氏流、あるいは嵯峨源氏流と称した氏族。

## 経歴・人物
南朝方に属し、康平3年/興国5年（1344年）以来、筑後山本郡草野城を守る。文和2年/正平8年（1353年）に懐良親王が筑後高良山に布陣した際は、宿直および警護役をつとめた。その後は延文4年/正平14年（1359年）に掛けて菊池武光に従い筑後川の戦いなど筑後・豊後各地で転戦した。